# برايان مارشال
برايان مارشال (بالإنجليزية: Brian Marshall)‏ (20 سبتمبر 1954 في المملكة المتحدة - ) هو لاعب كرة قدم بريطاني في مركز الدفاع. لعب مع سكونثورب يونايتد وهدرسفيلد تاون.